# Марко Клаудије Марцел (Августов сестрић)
Марко Клаудије Марцел (лат. Marcus Claudius Marcellus; 42−23. п. н. е.) био је најстарији син Гаја Клаудија Марцела и Октавије, сестре Октавијана Августа. Био је Августов сестрић и најближи мушки рођак, што му је омогућило да брзо напредује у политици. Школовао се са својим рођаком Тиберијем и путовао са њим у Хиспанију, где су служили под Августом током Кантабријских ратова. Године 25. п. н. е. вратио се у Рим и оженио своју рођаку Јулију, ћерку цара Августа. Марцел и Августов генерал Марко Випсаније Агрипа били су два популарна кандидата за наследника царства. Према Светонију, то је довело до сукоба између Агрипе и Марцела, због чега је Агрипа 23. п. н. е. отишао из Рима у Митилену.
Те године се у Риму појавила болест која је погодила и Августа и Марцела. Август се разболео раније током године, а Марцел касније, након што се цар већ био опоравио. Болест је за Марцела била фатална и он је преминуо у Бајама, у Кампанији. Био је први члан царске породице чији су остаци смештени у Августов маузолеј. Иако је преминуо млад, Марцелова позиција довела је до његовог величања од стране Секста Проперција, као и од Вергилија у Енеиди.

## Порекло
Марцел је рођен 42. године п. н. е. у породици Клаудија Марцела, плебејској грани породице Клаудија, као син Гаја Клаудија Марцела и Октавије. Имао је две рођене сестре, Клаудију Марцелу Старију и Клаудију Марцелу Млађу, као и две млађе полусестре по мајци, Антонију Старију и Антонију Млађу.
Његова мајка била је пранећака Јулија Цезара и сестра Октавијана. Октавијан ће касније постати први римски цар и узети име „Август”. Његов отац био је конзул 50. п. н. е. и, упркос почетној оданости Помпеју, стао је на страну Цезара током Цезаровог грађанског рата 49. п. н. е. Након смрти његовог оца 40. п. н. е., његова мајка се удала за Марка Антонија, у време када су Антоније и њен брат били најмоћнији људи у римском свету.
Секст Проперције и Вергилије повезују Марцела са његовим славним претком Марком Клаудијем Марцелом, чувеним генералом који се борио у Другом пунском рату.

## Биографија

### Рани живот
Марцел је био верен за Помпеју, ћерку Секста Помпеја, 39. п. н. е. приликом закључивања мира у Мизенуму, где су Октавијан и Секст Помпеј договорили примирје. Марцел се никада није оженио Помпејом, која је 36. п. н. е. побегла са мајком и оцем у Анатолију.
О његовом образовању се мало зна, осим да га је из филозофије подучавао Нестор Стоик заједно са његовим рођаком Тиберијем, који се преселио у Октавијину кућу након смрти свог оца, Тиберија Клаудија Нерона, 33. п. н. е. Такође је могуће да га је образовао и Атенеј Механик, перипатетички филозоф.
На крају Грађанског рата између Октавијана и Антонија, Октавијан је поразио Антонија у бици код Акцијума у септембру 31. п. н. е., након чега је Октавијан награђен троструким тријумфом. Тријумф је одржан у Риму, а Октавијановој кочији су претходили Тиберије и Марцел. Тиберије је јахао на коњу с леве стране, док је Марцел јахао на почаснијем месту, с десне стране. Ипак, Тиберије је предводио старије дечаке у „Тројанским играма”, које су одржане у Циркусу Максимусу као део свечаности. Октавијан је такође у Марцелово име поделио новац деци у Риму.

### Војска и политика
Марцел и Тиберије су пратили Августа или су му се касније придружили у Хиспанији током његових кампања против Кантабра и Астура у Кантабријским ратовима. Током друге кампање, 25. п. н. е., Марцел и Тиберије су служили као војни трибуни са посебним овлашћењима едила. Након завршетка друге кампање, Август је демобилисао неке своје војнике и дозволио им да оснују град Емерита Августа у Лузитанији (данашња Мерида, Шпанија). За војнике који су још били у војној служби, организовао је игре под вођством Марцела и Тиберија. Ове кампање су имале за циљ да уведу Марцела и Тиберија у војнички живот и, што је још важније, да их приближе војсци.
Он и Тиберије су се затим вратили у Рим, вероватно у пролеће 25. п. н. е. Његова политичка каријера је убрзана захваљујући Августу, и многи савременици су га сматрали Августовим омиљеним наследником. Оженио се својом рођаком Јулијом Старијом, Августовом ћерком. Наредне године (24. п. н. е.) Сенат му је доделио изванредне привилегије:
- Изједначен је у рангу са бившим преторима.
- Добио је право да се кандидује за место едила 23. п. н. е.
- Добио је право да постане конзул десет година пре законске старосне границе.

Тацит пише да је Марцел био члан колегијума понтифика и курилски едил.

### Питање наслеђа
Август се 23. п. н. е. тешко разболео и није очекивао да ће се опоравити. Модел царског наслеђивања сугерисао је да ће најближи мушки рођак наследити престо, упркос томе што Марцел није обављао никакву функцију нити имао војно искуство. Његов брак са Августовом ћерком чинио се као снажан показатељ да је он изабрани наследник, али Август је изгледа планирао наследство тако да најјачи и најискуснији члан његове породице преузме власт. Он је свој печатни прстен предао свом дугогодишњем пријатељу и генералу, Марку Випсанију Агрипи, што је био знак да би Агрипа наследио царство у случају Августове смрти. Овај потез је вероватно разљутио Марцела, који је очекивао да ће бити наследник, иако је могуће да је Август планирао да Агрипа управља царством док Марцел не стекне више искуства у командовању војском.
Последице предаје прстена Агрипи нису у потпуности јасне и изазвале су бројне политичке спекулације у Риму. То је био показатељ да ће Рим остати под контролом Цезаријанаца и након Августове смрти. Упркос свему, цар је убрзо оздравио захваљујући лечењу Антонија Мусе и почео да припрема Марцела за принципат. Агрипа је напустио Рим како би надгледао источне провинције, јер је политичка клима у Риму постала напета. Агрипино одсуство из Рима служило је да га заштити од личних напада и да ублажи репресију коју су осећали сенатори наклоњени републиканским идејама. Светоније наводи да је Агрипа напустио Рим због Августове наклоности према Марцелу.
Док се политичка драма у Риму развијала, Марцел је добио грозницу. Муса га је лечио истим методама којима је лечио Августа, користећи хладне купке, али оне су се покашале безуспешним, и Марцел је преминуо.

## После смрти
Марцел је кремиран, а његов пепео био је први који је смештен у Августов маузолеј на Марсовом пољу поред реке Тибар. Маузолеј је постао породична гробница за прву монархистичку породицу Рима у последњих пет векова. Иако је у Риму владала куга која је однела многе животе, Ливија је била осумњичена да је умешана у његову смрт. Касије Дион наводи да су је савременици оптуживали јер је Марцел био омиљенији у односу на њеног сина Тиберија.
Новo позориште које је било у изградњи у подножју Капитола названо је Марцелов театар у његову част. Ова грађевина је импресивна чак и данас, након векова различите употребе.
Његова мајка Октавија посветила му је библиотеку у Портику Октавију, коју је касније организовао Гај Мецена Мелис, некадашњи роб чувеног Мецене.
Секст Проперције је написао епикидион за Марцела (3.18) у којем критикује Баје, место његове смрти, и уздиже Марцела на ниво Јулија Цезара и његовог славног (наводног) претка Марка Клаудија Марцела, који је ратовао у Другом пунском рату.
Вергилије је објавио Енеиду, свој велики еп о оснивању Рима, четири или пет година након Марцелове смрти. У шестој књизи, главни јунак Енеја одлази у подземни свет у једној од пророчанских сцена, где сусреће дух Марцела. Описује се сахрана Марцела на Марсовом пољу. Вергилије пише да је Марцел требало да буде највећи од Римљана, али су му и богови завидели и одузели га римском народу.

## Породично стабло
|  |                           |  |  |  |  |  |  |  |  |  |  |  |  |  |  |  |
|  | 16. Марко Клаудије Марцел |  |  |  |  |  |  |  |  |  |  |  |  |  |  |  |
|  |                           |  |  |  |  |  |  |  |  |  |  |  |  |  |  |  |
|  |                           |  |  |  |  |  |  |  |  |  |  |  |  |  |  |  |
|  | 8. Марко Клаудије Марцел  |  |  |  |  |  |  |  |  |  |  |  |  |  |  |  |
|  |                           |  |  |  |  |  |  |  |  |  |  |  |  |  |  |  |
|  |                           |  |  |  |  |  |  |  |  |  |  |  |  |  |  |  |
|  | 4. Гај Клаудије Марцел    |  |  |  |  |  |  |  |  |  |  |  |  |  |  |  |
|  |                           |  |  |  |  |  |  |  |  |  |  |  |  |  |  |  |
|  |                           |  |  |  |  |  |  |  |  |  |  |  |  |  |  |  |
|  | 2. Гај Клаудије Марцел    |  |  |  |  |  |  |  |  |  |  |  |  |  |  |  |
|  |                           |  |  |  |  |  |  |  |  |  |  |  |  |  |  |  |
|  |                           |  |  |  |  |  |  |  |  |  |  |  |  |  |  |  |
|  | 5. Јунија                 |  |  |  |  |  |  |  |  |  |  |  |  |  |  |  |
|  |                           |  |  |  |  |  |  |  |  |  |  |  |  |  |  |  |
|  |                           |  |  |  |  |  |  |  |  |  |  |  |  |  |  |  |
|  | 1. Марцел                 |  |  |  |  |  |  |  |  |  |  |  |  |  |  |  |
|  |                           |  |  |  |  |  |  |  |  |  |  |  |  |  |  |  |
|  |                           |  |  |  |  |  |  |  |  |  |  |  |  |  |  |  |
|  | 24. Гај Октавије          |  |  |  |  |  |  |  |  |  |  |  |  |  |  |  |
|  |                           |  |  |  |  |  |  |  |  |  |  |  |  |  |  |  |
|  |                           |  |  |  |  |  |  |  |  |  |  |  |  |  |  |  |
|  | 12. Гај Октавије          |  |  |  |  |  |  |  |  |  |  |  |  |  |  |  |
|  |                           |  |  |  |  |  |  |  |  |  |  |  |  |  |  |  |
|  |                           |  |  |  |  |  |  |  |  |  |  |  |  |  |  |  |
|  | 6. Гај Октавије           |  |  |  |  |  |  |  |  |  |  |  |  |  |  |  |
|  |                           |  |  |  |  |  |  |  |  |  |  |  |  |  |  |  |
|  |                           |  |  |  |  |  |  |  |  |  |  |  |  |  |  |  |
|  | 3. Октавија               |  |  |  |  |  |  |  |  |  |  |  |  |  |  |  |
|  |                           |  |  |  |  |  |  |  |  |  |  |  |  |  |  |  |
|  |                           |  |  |  |  |  |  |  |  |  |  |  |  |  |  |  |
|  | 28. Марко Ације Балб      |  |  |  |  |  |  |  |  |  |  |  |  |  |  |  |
|  |                           |  |  |  |  |  |  |  |  |  |  |  |  |  |  |  |
|  |                           |  |  |  |  |  |  |  |  |  |  |  |  |  |  |  |
|  | 14. Марко Ације Балб      |  |  |  |  |  |  |  |  |  |  |  |  |  |  |  |
|  |                           |  |  |  |  |  |  |  |  |  |  |  |  |  |  |  |
|  |                           |  |  |  |  |  |  |  |  |  |  |  |  |  |  |  |
|  | 29. Помпеја               |  |  |  |  |  |  |  |  |  |  |  |  |  |  |  |
|  |                           |  |  |  |  |  |  |  |  |  |  |  |  |  |  |  |
|  |                           |  |  |  |  |  |  |  |  |  |  |  |  |  |  |  |
|  | 7. Атија Балба Цезонија   |  |  |  |  |  |  |  |  |  |  |  |  |  |  |  |
|  |                           |  |  |  |  |  |  |  |  |  |  |  |  |  |  |  |
|  |                           |  |  |  |  |  |  |  |  |  |  |  |  |  |  |  |
|  | 30. Гај Јулије Цезар      |  |  |  |  |  |  |  |  |  |  |  |  |  |  |  |
|  |                           |  |  |  |  |  |  |  |  |  |  |  |  |  |  |  |
|  |                           |  |  |  |  |  |  |  |  |  |  |  |  |  |  |  |
|  | 15. Јулија Млађа          |  |  |  |  |  |  |  |  |  |  |  |  |  |  |  |
|  |                           |  |  |  |  |  |  |  |  |  |  |  |  |  |  |  |
|  |                           |  |  |  |  |  |  |  |  |  |  |  |  |  |  |  |
|  | 31. Аурелија              |  |  |  |  |  |  |  |  |  |  |  |  |  |  |  |
|  |                           |  |  |  |  |  |  |  |  |  |  |  |  |  |  |  |
|  |                           |  |  |  |  |  |  |  |  |  |  |  |  |  |  |  |

### Примарни извори
- Cassius Dio, Roman History Book 53, English translation
- Suetonius, Lives of the Twelve Caesars, Life of Augustus, Latin text with English translation
- Suetonius, Lives of the Twelve Caesars, Life of Tiberius, Latin text with English translation
- Tacitus, Annals, I, English translation

### Секундарни извори
- Alston, Richard (2015), Rome's Revolution: Death of the Republic and Birth of the Empire, Oxford University Press, ISBN 9780190231606
- Cairns, Francis (2006), Sextus Propertius: The Augustan Elegist, Cambridge University Press, ISBN 9780521864572
- Dunstan, William E. (2010), Ancient Rome, Rowman & Littlefield Publishers, ISBN 9780742568341
- Gurval, Robert Alan (1998), Actium and Augustus: The Politics and Emotions of Civil War, University of Michigan Press, ISBN 9780472084890
- Levick, Barbara (2003), Tiberius the Politician, Routledge, ISBN 9781134603787
- Newcomb, Horace (1997), Encyclopedia of Television, Routledge, ISBN 978-0-203-93734-1
- Richardson, J. S. (2012), Augustan Rome 44 BC to AD 14: The Restoration of the Republic and the Establishment of the Empire, Edinburgh University Press, ISBN 9780748655335
- Southern, Patricia (2013), Augustus, Routledge, ISBN 9781134589562
- Swan, Michael Peter (2004), The Augustan Succession: An Historical Commentary on Cassius Dio's Roman History, Oxford University Press, ISBN 0-19-516774-0
- Syme, Ronald (1989), The Augustan Aristocracy, Clarendon Press, ISBN 9780198147312
- Wood, Susan E. (2000), Imperial Women: A Study in Public Images, 40 B.c. - A.d. 68, BRILL, ISBN 9789004119697
- Woolf, Greg (2003), The Cambridge Illustrated History of the Roman World, Cambridge University Press, ISBN 9780521827751